# イブン・バーッジャ
イブン・バーッジャ（アラビア語: ابن باجّة Ibn Bājjah、أبو بكر محمد ابن يحيى ابن الصائغ ابن باجّة التُجيبي الاندلسي السرقسطي   Abū Bakr Muḥammad ibn Yaḥyā ibn al-Ṣā'igh ibn Bājja al-Tujībī al-Andalusī al-Saraqusṭī、1095年? - 1138年）は、スペイン・アンダルシア地方で活躍したイスラム哲学者、政治家。ムラービト朝の宰相としての政務のかたわらアリストテレス哲学を研究する。イブン・ルシュドを頂点とする西方イスラーム哲学の歴史に現れた最初の哲学者で、神秘主義を排除し、徹底した合理主義を唱え、後のヨーロッパの哲学に大きな影響を与えたイブン・ルシュドの思想の基礎作りを行った重要な人物である。ヨーロッパ語圏では、ラテン語化されたアヴェンパーケ(Avempace)の名でもよく知られている。イブン＝トゥファイル、イブン＝ルシュドとならぶアンダルス地方の代表的な哲学者、詩人、音楽家である。

## 経歴
生年はよく分かっていないが、1095年という資料もある。サラゴサの生まれ。1118年にセビリアへ来て、ムラービト朝に仕え、宰相となった。多くのイスラム哲学者が神秘的な傾向を強め、隠遁的な生活を送るのに対して、イブン・バジャは、徹底的に社会に向かって政治の仕事に励んだ。多忙であったのと若くして没しているために、彼の手がけた著作は余り多くない。多くは未完のままである。しかし、優れたアリストテレスの自然学の注解や哲学のみならず、天文学や物理学にまで及んだ幅広い知識は、当時の王朝では有名で「知識の宝庫」とまで称された。その卓越ぶりは、彼の弟子でもあるイブン・トファイルらを通じても知る事が出来る。
その思想はアリストテレスの解釈から始まり、合理的で、知性に重きを置いた「知性唯一説」を彷彿とさせる思想を説く。これは、イブン・ルシュドのほか、後のアルベルトゥス・マグヌスらに多大な影響をあえた。その思想は、東方イスラーム哲学とはだいぶ趣が異なり、現実的で合理的な傾向が強く、無神論のレッテルを貼られることも多かった。この傾向は、西方イスラーム哲学全体の特徴にもなった。
彼は、哲学的な思索と同じくらい、政治家としての実務に力を注いだが、この行為がやがて政敵を多く作り、またその思想的特徴からして無神論者のレッテルも貼られ敵対視されるようになっていった。彼は1138年に没しているが、おそらく何者かに殺されたものといわれている。
日本語訳された著書に『孤独者の経綸』、『知性と人間の結合』が、「中世思想原典集成.11　イスラーム哲学」にある。（上智大学中世思想研究所編訳、平凡社、2000年）

## 哲学
彼の時代に、イスラーム哲学・ポスト・ヘレニズム世界は二つの主流に分かれた。東方でイブン・スィーナーを代表し、西方ではイブン・バーッジャが代表した。哲学におけるイブン・バーッジャの作品は不均一で未完成あると見られているが、今日まで残っている彼の作品のどの部分も彼の独創的な思考プロセスを示している。主な著作として、アル・ファーラービーの『有徳都市の見解』の続編として書かれた未完の倫理・政治学論文『孤独者の経綸（Tadbīr al-mutawaḥḥid）』がある。
計画外のエジプトへの旅で、イブン・バーッジャはイブン・イマームに『別れの手紙（Risālat al-wadā'）』と『知性と人間の結合（Risālat al-ittiṣāl al-'aql bi al-insān）』を書いた。

これらの作品を理解するのは難しいが、『結合』はイブン・バーッジャの考え方の全体的なポイントを述べている。
“人間の究極の目的とは、瞑想と凡そ神秘的な方法の中に能動知性が人間知性と結合することによる”

## 自然学
イブン・バーッジャは運動の適切な運動学的定義から始め、それを力として解釈する。イブン・バーッジャに従えば自由落下体を以下のように見なす。重量ある物体が動かされて落下するならば、重量ある物体であるそれと、それを下に動かす『重量』また『形相』『自然本性』があるとする。
イブン・ルシュドのアリストテレス『自然学大注解』71テキストにイブン・バーッジャの運動理論に関する議論と、イブン・バーッジャの失われた『自然学注解』7巻からの引用が含まれている。
空気や水を媒体として石が落下するという例と関連して、イブン・バーッジャは自然的運動の考えを説明するために、塵の粒子を例に挙げる。塵の粒子は空気中に浮遊し、ゆっくり自然的に落下する。落下する十分な力を持っているのにも拘わらず、塵はそれの下にある空気を移動するにはまだ不十分である。哲学者・中世学者であるアーネスト・Ａ・ムーディは、イブン・バーッジャが『インペトゥス理論』のパラダイムの中で、少なくとも主要な思想家の一人と見なす4つの理由を提示する。
1. イブン・バーッジャによれば、V（速度）=P（仕事率）-M（距離）　であれば　Ｍ＝0の時、V=P. これはアリストテレスのV=P/Mに反対する。
2. この「運動法則」との内的一貫性は、フィロポノス自身の例示したように『インペトゥス理論』の擁護も要求する。
3. イブン・バーッジャの言う『インペトゥス（推進力）』は現代の用語に置き換えれば、重力と言うことができるかもしれない。イブン・バーッジャにとって、本質的に異なる物質の質量間の関係として決定されるのではなく、霊魂のように身体を生命化する自己運動の絶対的な内在力として考えられた。
4. 『インペトゥス理論』は、イブン・バーッジャの弟子のイブン・トゥファイルの影響を受けた、アル・ビトルジー（アルペトラギウス）によって支持された。